# Поделы
Поделы (бел. Падзелы) — посёлок в Столпнянском сельсовете Рогачёвского района Гомельской области Беларуси.

## География

### Расположение
В 44 км на юго-восток от Рогачёва, 12 км от железнодорожной станции Салтановка (на линии Гомель — Жлобин), 63 км от Гомеля.

## Транспортная сеть
Транспортные связи по просёлочной дороге, затем по шоссе Довск — Гомель. Застройка деревянная, усадебного типа.

## История
Основан в середине 1920-х годов на бывших помещичьих землях переселенцами из соседних деревень. В 1932 году жители вступили в колхоз. Во время Великой Отечественной войны 11 жителей погибли на фронте. Согласно переписи 1959 года в составе колхоза «Светлый путь» (центр — деревня Столпня).

## Население

### Численность
- 2004 год — 5 хозяйств, 18 жителей.

### Динамика
- 1959 год — 90 жителей (согласно переписи).
- 2004 год — 5 хозяйств, 18 жителей.